# أرتشيبالد كامبل (بارون)
آرتشيبالد كامبل، البارون الأول بليثسوود (بالإنجليزية: Archibald Campbell, 1st Baron Blythswood) ـ (22 فبراير 1835 – 8 يوليو 1908) كان نبيلًا وسياسيًا وضابطًا عسكريًا بريطانيًا، إضافة إلى كونه عالمًا هاويًا في مجالات متعددة. شغل منصب عضو في البرلمان عن الحزب المحافظ البريطاني، وشارك في مشاريع علمية وتقنية في زمن مبكر.

## النسب والعائلة
وُلد آرتشيبالد كامبل في إسكتلندا لعائلة نبيلة، وكان الابن الأكبر لسير جيمس كامبل من بليثسوود. تبنّى لاحقًا اسم العائلة "كامبل" بدلاً من "دوجال كامبل" بعد سلسلة من الإرث والتوريث داخل العائلة.

## المسيرة العسكرية
خدم كامبل في الجيش البريطاني ووصل إلى رتبة لواء. وقد شارك في عدة مهام ضمن القوات المسلحة الإمبراطورية، وكان ناشطًا في الشؤون العسكرية المحلية أيضًا، مثل الحرس الطوعي في مقاطعة رينفروشاير.

## الحياة السياسية
مثّل آرتشيبالد كامبل دائرة رينفروشاير الشرقية في مجلس العموم البريطاني بين عامي 1873 و1874، ومرة أخرى بين 1885 و1892. عُرف بدعمه لسياسات الحزب المحافظ.
في عام 1892، رُفِّع إلى رتبة النبلاء ومنح لقب البارون بليثسوود (Baron Blythswood) تقديرًا لمساهماته في الحياة العامة.

## المساهمات العلمية
كان كامبل عضوًا في العديد من الجمعيات العلمية، واهتم بـ:
- الكهرباء
- الأشعة السينية
- الطاقة النووية المبكرة
- التجارب المتعلقة بـ الطيف الكهرومغناطيسي

وقد قام بتمويل مختبرات بحثية خاصة ضمن ممتلكاته، مما جعله من أوائل الأرستقراطيين الذين دعموا العلوم الحديثة في إسكتلندا.

## الألقاب والتكريم
حمل لقب اللورد بليثسوود منذ عام 1892 حتى وفاته. وكان أيضًا عضوًا في مجلس الملكة الخاص لإسكتلندا.

## الوفاة
توفي آرتشيبالد كامبل في 8 يوليو 1908، عن عمر ناهز 73 عامًا. خلفه في اللقب أفراد من العائلة، لكنه بقي من أبرز الشخصيات التي جمعت بين العسكرية والسياسة والاهتمام بالعلوم.